# Red Bull GmbH
Red Bull GmbH este o companie austriacă care produce și vinde băutura energizantă Red Bull. În 2011, un total de 4,631 miliarde de cutii au fost vândute în 161 de țări. Compania are 8.294 de angalați și obține un venit de €4,25 miliarde. Sediul Red Bull GmbH este în Fuschl am See, Austria. 
Compania este cunoscută și prin faptul că sponsorizează intens sporturile extreme, sporurile cu motor și sporturi de echipă.
Red Bull și-a extins prezența în sport cumpărând o serie de echipe sportive și supunându-le unui re-branding complet. Astfel, compania deține echipele Red Bull Racing și Scuderia Toro Rosso din Formula 1; și Red Bull Racing Team din NASCAR. De asemenea cluburile de fotbal Red Bull Salzburg, New York Red Bulls, Red Bull Brasil, RB Leipzig și Red Bull Bragatino aparțin lui Red Bull GmbH. Red Bull este prezentă și în hochei prin cluburile EC Red Bull Salzburg și EHC Red Bull München.

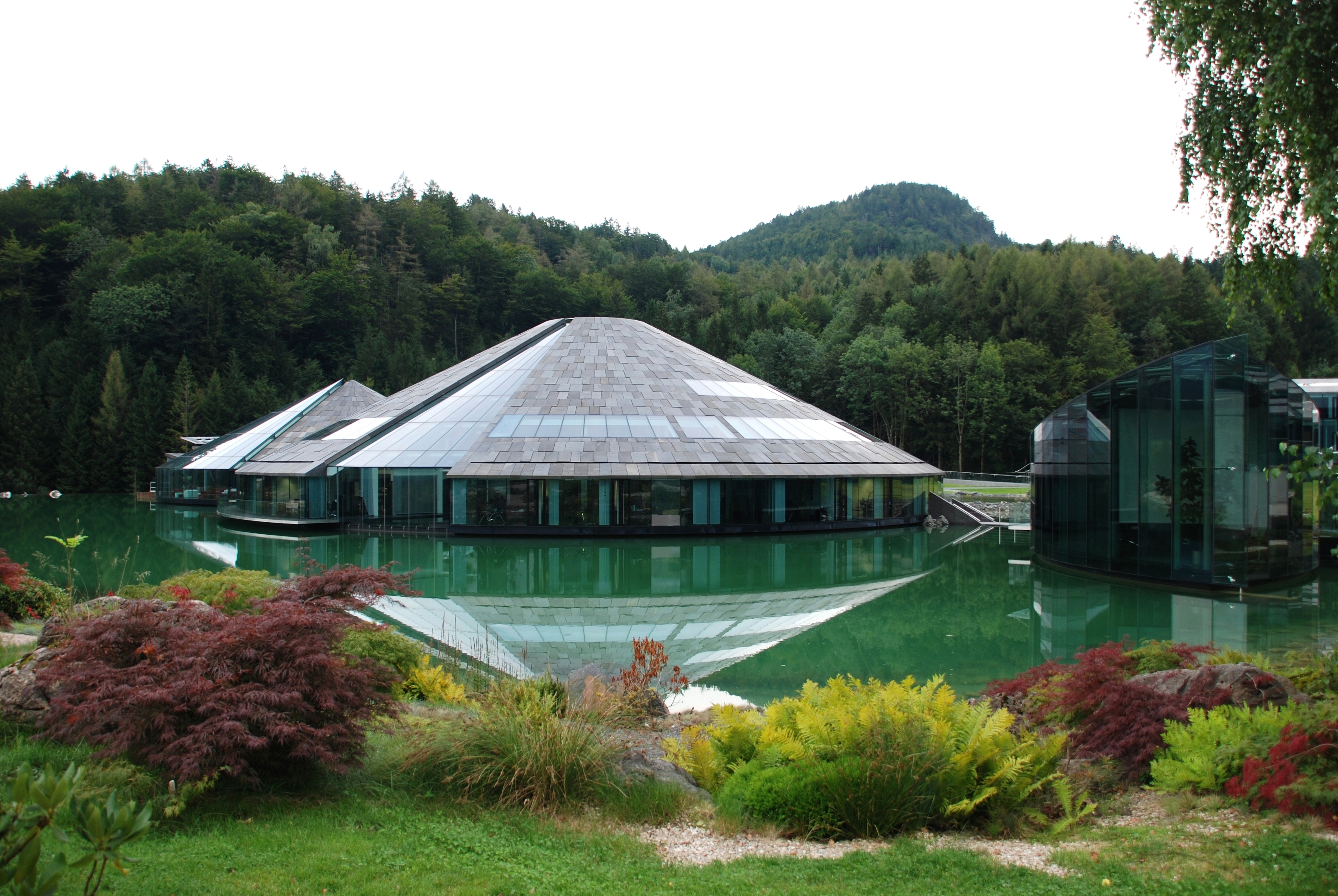
Sediul Red Bull din Fuschl am See, Austria

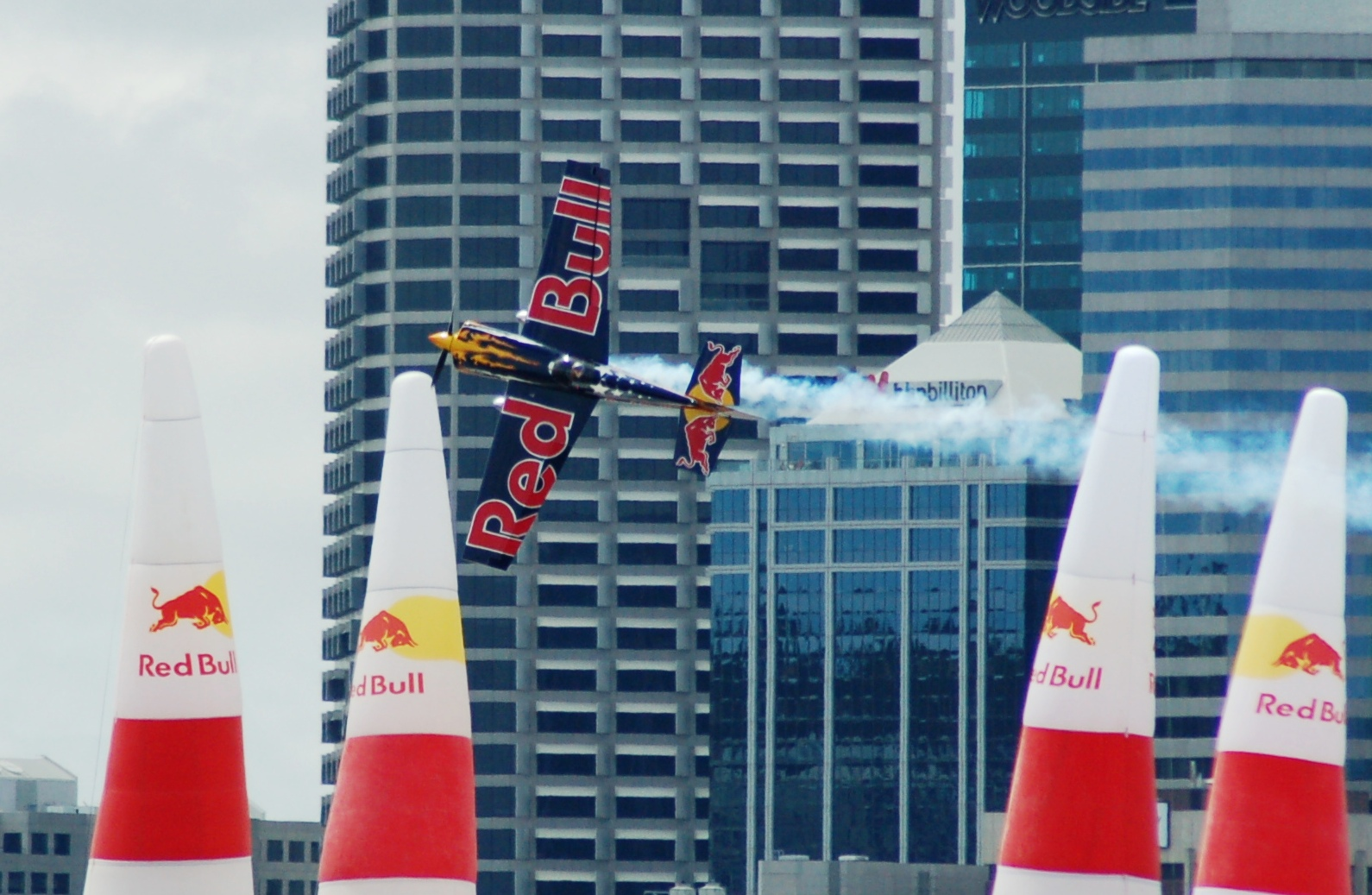
Kirby Chambliss pilotând în Red Bull Air Race World Series

## Palmares sportiv

### Curse auto
- Campionatul Formula 1 printre piloți (4)
  - 2010, 2011, 2012, 2013, 2021, 2022

- Campionatul Formula 1 între constructori (4)
  - 2010, 2011, 2012, 2013, 2022

### Fotbal
- Bundesliga Austriacă (4)
  - 2006-07, 2008-09, 2009-10, 2011-12
- MLS Supporters' Shield (1)
  - 2013

### Hochei
- Erste Bank Eishockey Liga (4)
  - 2007, 2008, 2010, 2011

- Cupa Continentală (1)
  - 2010

- Trofeul European (1)
  - 2010